# Estabilitzador d'imatge
Els estabilitzadors d'imatge són un conjunt de tècniques i/o aparells que redueixen el desenfocament associat al moviment durant l'exposició d'una càmera o altre element captador d'imatges.
Generalment un estabilitzador d'imatge compensa els moviments panoràmics d'escombrat tant horitzontals com verticals i els moviments angulars. Els sistemes d'estabilització electrònics també poden compensar els moviments de rotació. Actualment s'acostumen a utilitzar estabilitzadors d'imatge en binoculars estabilitzats, càmeres fotogràfiques i de video, telescopis astronòmics i alguns telèfons intel·ligents. En cada cas el tipus d'estabilitzador utilitzat és diferent, doncs el desenfocament resultant a la imatge ve originat per diferents motius; per exemple a les càmeres fotogràfiques el desenfocament associat al moviment és un problema que apareix principalment a velocitats d'obturació lentes o quan s'utilitzen lents del tipus teleobjectiu, mentre que en enregistraments de vídeo el moviment de la càmera pot causar una inestabilitat visible fotograma a fotograma. En fotografíes d'astronomia el problema del moviment de la lent s'amplifica per les variacions de posició, respecte a la terra, que pateixen els objectes fotografiats durant el temps d'exposició.

## Història
Els primers estabilitzadors d'imatge van aparèixer a principis dels anys 60. Aquests sistemes eren capaços de compensar lleugerament la vibració de la càmera fotogràfica i els moviments involuntaris. Estaven basats en mecanismes controlats mitjançant giroscopis, amb els quals es podien cancel·lar els moviments no desitjats canviant la posició d'un lent o un grup d'ells en un objectiu en direcció oposada.

## Aplicació a la fotografia
En fotografia els sistemes d'estabilització de la imatge permeten utilitzar velocitats d'obturació d'entre 2 i 4,5 stops més lentes del que podríem utilitzar sense aquests sistemes, evitant el desenfocament. Això suposa poder augmentar els temps d'exposició entre 4 i 22,5 vegades.
Per regla general, la velocitat d'obturació més lenta possible sense desenfocament i realitzant la fotografia càmera en mà es calcula prenent el recíproc de la distància focal a una càmera de 35 mm, en el qual es coneix com a "regla d'1/mm". Per exemple, a una distància focal de 125 mm en una càmera de 35 mm, la vibració de la càmera podria afectar la nitidesa si la velocitat d'obturació és més lenta que 1/125 segons. Aquesta velocitat d'obturació es podria reduir fins a 1/15 segons o 1/8 segons en cas que la lent estigués equipada amb un sistema d'estabilització de la imatge, mantenint gairebé la mateixa qualitat.
Quan es calcula la distància focal efectiva és important tenir en compte el format de sensor que utilitza la càmera. Per exemple, moltes càmeres SLR digitals utilitzen un sensor que té una mida 1/2 o 2/3 més petita que el fotograma de 35 mm, o cosa que és el mateix, el fotograma de 35 mm té 1.5, 1.6 o 2 vegades la mida del sensor digital. Aquests factors es coneixen com a factors de distància focal. A una càmera amb un factor de distància focal x2, per exemple, un objectiu de 50 mm produeix un camp de visió equivalent al que es produeix en una càmera de 35 mm amb un objectiu de 100 mm, i normalment es pot utilitzar en mà a 1/100 segons sense que es produeixi desenfocament.
Tanmateix, l'estabilització de la imatge no impedeix el desenfocament del moviment causat pel moviment del subjecte o pels moviments extrems de la càmera. L'estabilització de la imatge només està dissenyada i és capaç de reduir el desenfocament que resulta de la tremolor normal de la lent a causa de la captura manual. Algunes lents i cossos de càmera inclouen un mode panoràmic secundari o un "mode actiu" més agressiu per a intentar reduir el desenfocament en aquestes situacions, tots dos descrits amb més detall a continuació, a l'apartat d'estabilització de la imatge òptica.
Els sistemes d'estabilització de la imatge poden ser també d'utilitat, com s'ha mencionat prèviament, per a l'astrofotografia. Algunes càmeres poden utilitzar la seva capacitat de canvi de sensors per reduir rastres d'estrelles en determinats temps d'exposició. Aquestes càmeres estan equipades amb un sistema GPS que els permet obtenir dades de posició, d'aquesta manera estabilitzen la imatge compensant el moviment de la terra respecte a l'objecte fotografiat.
Els sistemes d'estabilització poden estar basats en la lent o en el cos de la càmera, en funció de la part en la qual estan situats. Els dos tipus de sistemes presenten avantatges i desavantatges.

## Tècniques d'estabilització de la imatge

### Sistemes d'estabilització interns

#### Estabilització òptica basada en la lent

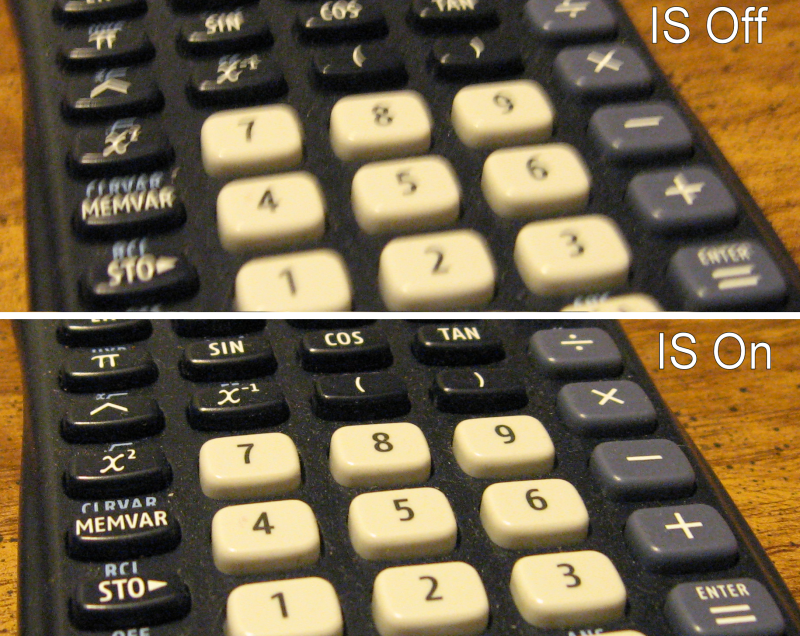
Comparació de fotografíes d'una calculadora realitzades amb estabilització òptica (IS On) i sense estabilització òptica (IS Off).

Un estabilitzador òptic d'imatge, sovint abreujat OIS, IS o OS pel seu nom en anglès, és un mecanisme que s'utilitza en una càmera fotogràfica o càmera de vídeo per estabilitzar la imatge captada, variant la ruta òptica al sensor. Aquesta tecnologia s'implementa en la pròpia lent; a diferència de l'estabilització de la imatge dins del cos, que funciona movent el sensor com a element final de la ruta òptica. L'element clau de tots els sistemes d'estabilització òptics és que estabilitzen la imatge projectada al sensor abans que el sensor transformi la imatge en informació digital.
Diferents empreses tenen noms diferents per a la tecnologia OIS, per exemple:
- Vibration Reduction (VR): utilitzat per la casa Nikon. Nikon va produir la primera lent òptica estabilitzada per un sistema de dos eixos i el va incorporar a una lent zoom 38–105 mm/ 4-7.8 integrat a la càmera Nikon Zoom 700 VR l'any 1994.[5][6]
- Image Stabilizer (IS): Utilitzat per la casa Canon. Introduït per primera vegada a l'objectiu EF 75–300 mm F4-5.6 IS USM l'any 1995. El 2009 van presentar la primera lent amb un sistema híbrid IS de quatre eixos, la EF 100 mm F2.8 Macro L.
- Anti-Shake (AS): utilitzat per Minolta i Konica Minolta, que va presentar el seu primer estabilitzador d'imatge, el DiMAGE A1, l'any 2003. És un estabilitzador basat en el sensor i de dos eixos.
- In Body Image Stabilisation (IBIS): de la casa Olympus.
- Optical SteadyShot (OSS): de Sony, per a les seves càmeres de les línies Cyber-shot (fabricades a partir de 1996) i α E-mount lenses (fabricades a partir de 2010).
- SteadyShot (SS), Super SteadyShot (SSS) i SteadyShot INSIDE (SSI): també de Sony. Basada originàriament en l'Anti-Shake de Konica Minolta, Sony va afegir una variant full frame de dos eixos a la DSLR-A900 l'any 2008 i una variant també full frame però de 5 eixos a la ILCE-7M2 l'any 2014.
- MegaOIS i PoweOIS: de Panasonic i Leica.
- Optical Stabilization (OS): de Sigma.
- Vibration Compensation (VC): de Tamron.
- Shake Reduction (SR): utilitzat per Pentax.
- PureView: utilitzat per Nokia. Aquesta companyia va produir el primer telèfon mòbil amb sensor estabilitzat, el Lumia 920.
- UltraPixel: utilitzat per HTC i implementat en alguns dels seus telèfons mòbils, com el HTC One 2013.

La gran majoria de telèfons intel·ligents fabricats des de finals de 2014 utilitzen estabilització òptica d'imatges per a fotos i vídeos.
En les implementacions de Nikon i Canon funciona mitjançant una lent flotant que es mou ortogonalment respecte a l'eix òptic gràcies a un sistema d'electroimants. La vibració es detecta utilitzant dos sensors de velocitat angular piezoelèctrica (sovint anomenats sensors giroscòpics), un per detectar el moviment horitzontal i l'altre per detectar el moviment vertical. Això suposa que aquest estabilitzador pot corregir les rotacions en sentit vertical i transversal, però no longitudinal o al voltant de l'eix òptic.
Algunes lents disposen d'un mode secundari d'estabilització que contraresta les sacsejades de la càmera en sentit vertical, en funció del tipus de lent el canvi a aquest mode d'estabilització es fa de forma automàtica o de vegades es fa mitjançant un interruptor que trobem a la lent. Aquest mode és útil per fer panoràmiques.
Panasonic va ser la primera companyia en introduir un estabilitzador de 5 eixos, el Power Hybrid O.I + S, especialment dissenyat perquè l'usuari pogués fer vídeos mentre caminava.
Algunes de les lents més recents de VR (Realitat Virtual) de Nikon ofereixen un mode "actiu" per disparar des d'un vehicle mòbil, com ara un cotxe o un vaixell, que se suposa que corregeix sacsejades més grans que el mode "normal". Tanmateix, el mode actiu utilitzat per al rodatge normal pot produir resultats més pobres que el mode normal. Això és a causa que el mode actiu s'optimitza per reduir els moviments de velocitat angular més alta (normalment quan es dispara des d'una plataforma de gran moviment amb velocitats d'obturador més ràpides), mentre que el mode normal intenta reduir els moviments de velocitat angular més baixa i en una amplitud i un marc de temps més grans.
La gran majoria de fabricants suggereixen desactivar la funció d'estabilització d'una lent quan s'utilitza trípode, ja que la seva utilització pot provocar resultats erràtics i, en general acostuma a no ser necessària. Moltes lents d'estabilització d'imatge modernes (entre les quals destaquen les lents IS més recents de Canon) són capaces d'auto-detectar que estan muntades en un trípode (a partir de lectures de vibracions extremadament baixes) i deshabiliten automàticament el sistema IS per evitar qualsevol reducció de la qualitat d'imatge. El sistema d'estabilització treu energia de la bateria, de manera que la desactivació quan no sigui necessària allarga la càrrega de la bateria.
Un dels principals desavantages dels estabilitzadors òptics basats en lents és el seu cost. Cada tipus d'objectiu requereix el seu propi sistema d'estabilització d'imatge i, per tant, no totes les lents disposen d'estabilitzador, cosa que acostuma a succeir en objectius ràpids de distància focal fixa i de vegades també en objectius de tipus gran angular. De totes maneres, la millora més evident amb l'estabilització es produeix en objectius amb distàncies focals llargues o en condicions de poca llum.
L'estabilització òptica basada en lents també té avantatges sobre l'estabilització en el cos. En situacions de poca llum o de baix contrast, el sistema d'enfocament automàtic (que no té sensors estabilitzats) és capaç de treballar amb més precisió quan la imatge procedent de la lent ja està estabilitzada. En càmeres amb visors òptics, la imatge vista pel fotògraf a través de la lent estabilitzada (a diferència de l'estabilització en el cos) es revela amb més detall gràcies a aquesta estabilització prèvia, cosa que també facilita l'encuadrament. Això és especialment important, una vegada més, en teleobjectius i en canvi no és rellevant en les càmeres compactes.

#### Estabilització mecànica basada en el sensor
En aquest sistema d'estabilització el sensor que capta la imatge es mou contrarestant el moviment de la càmera. Quan la càmera gira, causant un error angular, els giroscopis codifiquen la informació del moviment a un mecanisme que mou el sensor, sempre mantenint la distància focal que s'està utilitzant i, per tant, mantenint la projecció de la imatge. Les càmeres modernes obtenen informació sobre la distància focal utilitzada de la mateixa lent (sempre que aquesta sigui compatible), mentre que algunes lents antigues es poden adaptar a aquest sistema d'estabilització mitjançant un xip que comunica la distància focal de la lent a la càmera. Altres fabricants utilitzen processadors de senyals digitals (DPSs) per analitzar la imatge sobre la marxa i en conseqüència moure el sensor.
En l'actualitat existeixen cossos de càmera amb sistemes d'estabilització basats en el sensor que es poden ajustar manualment a una determinada distància focal. El sistema d'estabilització pren aquesta distància focal com si fos la de la lent. Això permet utilitzar lents antigues o d'altres fabricants. Aquesta funcionalitat però no és útil per a lents amb zoom, ja que la distància focal és variable.
De vegades, cap de les tècniques anteriors funciona, i l'estabilització de la imatge pel sensor simplement no es pot utilitzar amb aquestes lents.
Diversos fabricants de càmeres han utilitzat mecanismes d'estabilització mecànica del sensor. Destaquen els sistemes Anti-Shake (AS) de Minolta i Konica Minolta, SteadyShot (SS) de Sony o Shake Reduction (SR) de Pentax, encara que també trobem càmeres de Fujifilm, Samsung, Casio Exilim i Ricoh Caplio que utilitzen sistemes de sensor mòbil per a estabilitzar la imatge.
L'avantatge principal de l'estabilització mecànica del sensor és que permet utilitzar lents que no disposen de sistema d'estabilització, cosa que abarateix el cost de les lents i en redueix el pes i la complexitat. Quan la tecnologia d'estabilització millora només és necessari substituir la càmera, cosa que és molt menys costosa que substituir tots els objectius, com succeiria en sistemes d'estabilització basats en la lent.
Un dels principals inconvenients de moure el sensor d'imatge és que la imatge projectada al visor no està estabilitzada. Tanmateix, això no és un problema en les càmeres que utilitzen un visor electrònic (EVF), ja que la imatge projectada en aquest visor es treu del propi sensor d'imatge.
Un altre inconvenient d'aquest sistema d'estabilització és que requereix que la imatge captada per la lent sigui més gran que el sensor, ja que aquest es mou durant l'exposició. En comparació amb l'estabilització òptica de la lent els moviments del sensor són més grans que els de les lents. Això limita l'eficàcia dels sistemes d'estabilització basats en el moviment del sensor al rang de moviment que tingui el mateix sensor, mentre que les lents estabilitzades òpticament acostumen a tenir més llibertat. Aquest inconvenient augmenta amb la distància focal, ja que el desenfocament és major i el sensor necessitaria un rang de moviment i una velocitat de moviment majors i, per tant, l'estabilització mecànica basada en el sensor està desaconsellada quan s'utilitzen teleobjectius.

#### Estabilització dual
Actualment existeixen càmeres que uneixen els dos tipus d'estabilització interns (l'estabilització basada en la lent i la basada en el sensor). Aquest sistema combinat va sortir al mercat per primera vegada el juliol de 2015, amb dues càmeres Panasonic; la Panasonic Lumix DMC-GX8 i la Panasonic Lumix DC-GH5. 
L'any 2016 Olympus també opta per un sistema d'estabilització dual. Treu al mercat dues lents amb estabilitzador que es poden sincronitzar amb el sistema d'estabilització d'imatges incorporat als sensors de la línea Sync IS d'Olympus. Amb aquesta tecnologia es pot aconseguir un guany de 6,5 f-stop sense imatges borroses.

### Sistemes d'estabilització externs

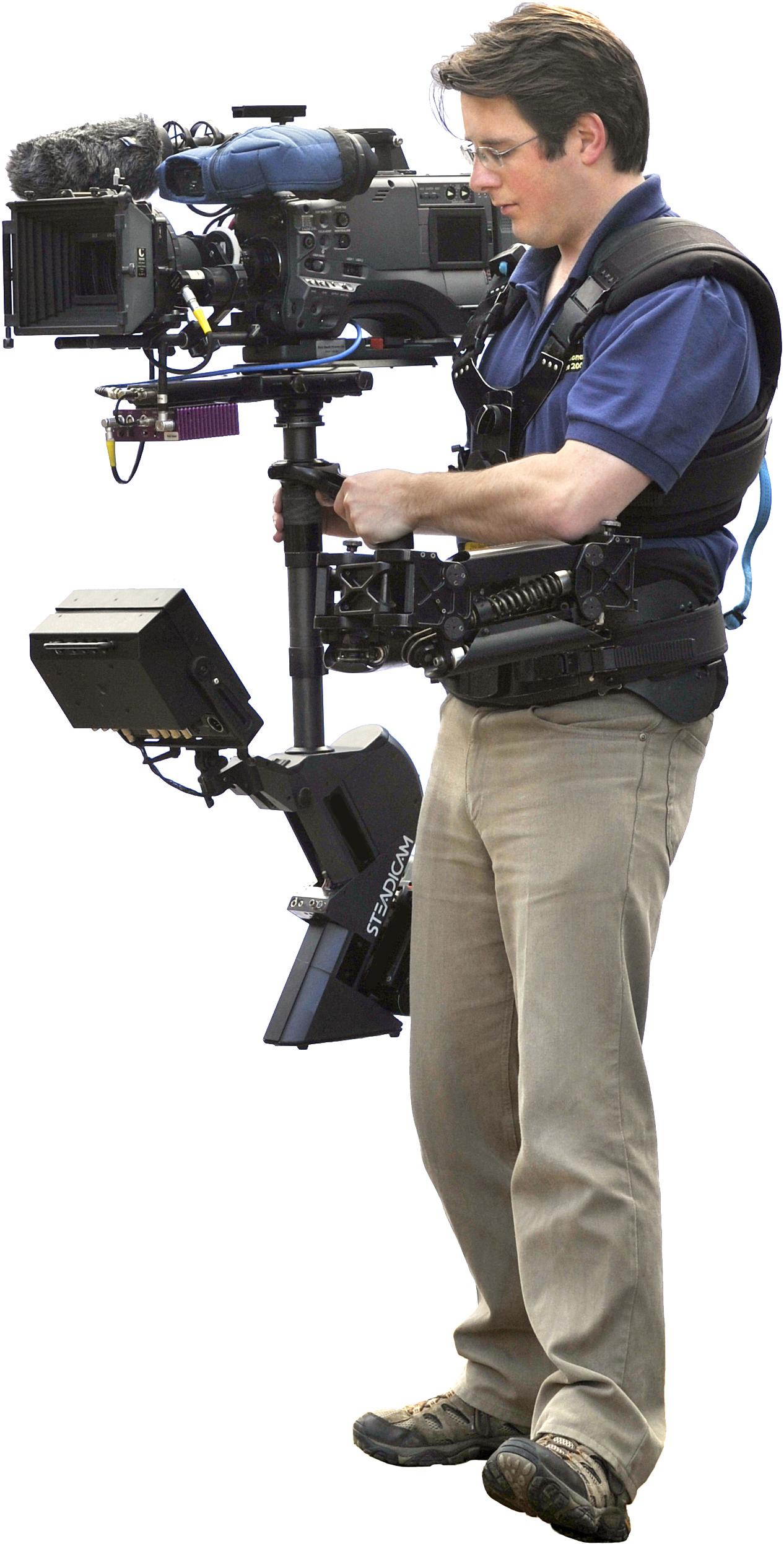
Sistema d'estabilització Steadicam

En comptes d'estabilitzar elements interns de la càmera o l'objectiu opten per estabilitzar el cos de la càmera sencer i de forma externa. S'acostumen a utilitzar si els mètodes d'estabilització interns no estan disponibles o no són suficients. Existeixen molts sistemes d'estabilització externs:
- Trípode: útil per a captar imatges estàtiques o realitzar panoràmiques.
- Estabilitzador de mà: habitualment compost per un mànec situat a la part superior, una estructura de metall i un pes situat a la part inferior. S'ha de calibrar de forma específica per a cada conjunt de càmera i objectiu, doncs al canviar l'objectiu canvia el pes del conjunt. Està pensat per a càmeres tipus DSLR i mirrorless.
- SteadiCam: sistema d'estabilització que consisteix en un sistema de suspensió, un braç recte, un suport per a la càmera i un sistema de contrapesos. De vegades està adosat a una armilla que permet fer preses més llargues, doncs el pes de la càmera i del SteadiCam aniria d'altra manera als braços de l'operador.[14]
- Suport d'espatlla: Sistema que es fixa o es recolza a l'espatlla, el pit o l'esquena i utilitza el cos del propi operador per estabilitzar la càmera.
- Gimbal: És un sistema d'estabilització per eixos controlats mitjançant un mecanisme electrònic que intenta estabilitzar els moviments de l'operador. S'utilitza majoritàriament en càmeres DSLR i mirrorless.[15]

### Estabilització d'imatge digital

#### Estabilització d'imatge digital en temps real
L'estabilització d'imatge digital en temps real, també anomenada estabilització d'imatge electrònica (EIS), s'utilitza en algunes càmeres de vídeo. Aquesta tècnica modifica els fotogrames del vídeo per a contrarestar el moviment. Utilitza píxels de fora de la vora del marc visible per a reduir la transició d'un fotograma a un altre. Aquesta tècnica no afecta el nivell general de soroll de la imatge, però sí que pot incrementar-lo als marges de la imatge quan s'han d'extrapolar píxels. L'estabilització d'imatge digital a temps real no disminueix el desenfocament per moviment dels objectes enregistrats que contingui la imatge i de fet, a vegades, pot incrementar-lo a l'intentar compensar el moviment de la càmera.
En alguns casos hi ha fabricants que comercialitzen les seves càmeres anunciant que disposen d'estabilitzador d'imatge digital, quan realment només disposen d'un mode d'alta sensibilitat que utilitza imatges captades a temps d'exposició més curts i, per tant, amb menys moviment borrós, però més soroll. Aquest mode d'alta sensibilitat redueix tant el desenfocament d'un objecte en moviment com el desenfocament provocat per la sacsejada de la càmera.
També existeixen càmeres que per a reduir el desenfocament subdivideixen l'exposició en diverses exposicions més curtes. Aconseguint una successió d'imatges de les quals descarten les borroses, alineant i ajuntant les més nítides. Aquestes càmeres utilitzen el giroscopi per detectar el millor moment per a fer cada exposició.

#### Filtres d'estabilització
Molts sistemes d'edició no lineal de vídeo utilitzen filtres d'estabilització que poden corregir una imatge no estabilitzada seguint el moviment dels píxels de la imatge i corregint el marc d'enquadrament. El procés és similar a l'estabilització d'imatge digital, però, ja que no hi ha una imatge més gran per treballar, el filtre d'estabilització intenta cosir les imatges per tal d'ocultar el moviment de l'enquadrament o intenta recrear la imatge perduda a les vores de l'enquadrament mitjançant una extrapolació espacial o temporal.

## Estabilització de la imatge en la visió
En molts animals, inclosos els éssers humans, l'oïda interna funciona com un acceleròmetre biològic que ajuda a estabilitzar la imatge mitjançant el moviment dels ulls, en el qual s'anomena reflex vestíbul-ocular. Quan es detecta una rotació del cap s'envia un senyal inhibitori als músculs extraoculars d'un costat de l'ull i un senyal excitatori als músculs de l'altre costat. El resultat és un moviment compensatori dels ulls. Normalment, els moviments oculars deixen enrere els moviments del cap en menys de 10 ms.